# Kobylnice (district de Svidník)
Pour les articles homonymes, voir Kobylnice.
Kobylnice est une commune du district de Svidník, dans la région de Prešov, en Slovaquie.

## Histoire
La première mention écrite du village date de 1363.

## Démographie

### Évolution de la population
| Année:               | 1994. | 2004. | 2014.    | 2024.    |
| -------------------- | ----- | ----- | -------- | -------- |
| Nombre de personnes: | 100   | 109   | 98       | 85       |
| Différence:          |       | +9 %  | -10,09 % | -13,26 % |

| Année:               | 2023. | 2024.   |
| -------------------- | ----- | ------- |
| Nombre de personnes: | 89    | 85      |
| Différence:          |       | -4,49 % |